# غرانت بولر
غرانت بولر (بالإنجليزية: Grant Bowler)‏ هو لاعب كرة قاعدة أمريكي، ولد في 24 أكتوبر 1907 في دنفر في الولايات المتحدة، وتوفي في 25 يونيو 1968.

## وصلات خارجية
- غرانت بولر على موقعبيزبول رفرنس.كوم (الدوري الرئيسي) (الإنجليزية)